# Лайман, Блессинг
Блессинг Лайман (англ. Blessing Liman; род. 13 марта 1984, Zangon Kataf) — военнослужащая военно-воздушных сил Нигерии, наиболее известная как первая женщина-военный пилот этой страны.

## Биография
Родилась 13 марта 1984 года в Зангон-Катафе, штат Кадуна, Северная Нигерия. Окончив Нигерийский колледж авиационных технологий поступила на службу в Военно-воздушные силы Нигерии в июле 2011 года и приступила к выполнению обязанностей 9 декабря 2011 года. 27 апреля 2012 года вошла в историю, став первой женщиной-военным пилотом Нигерии после церемонии награждения тридцати лётчиков начальником штаба военно-воздушных сил маршалом авиации Мохаммедом Дикко Умаром.
Впоследствии в Нигерии появилось ещё четыре женщины-военных пилота, а Блессинг Лайман в настоящее время является первой в истории женщиной-капитаном президентского воздушного флота Нигерии. В марте 2023 года вице-президент Нигерии Йеми Осинбаджо публично поздравил Блессинг Лайман с Международным женским днём.